# Gary Peacock
Gary Peacock, (Burley, 1935. május 12. – Olivebridge, 2020. szeptember 4.) amerikai dzsesszbőgős. A Gary Peacock basszusgitáros nagy szerepet játszott az avantgarde dzsessz fejlődésében.

## Pályafutása
Mások mellett olyanokkal dolgozott, mint Miles Davis, Bill Evans, Albert Ayler, Don Cherry, Barney Kessel, Don Ellis, Terry Gibbs, Shorty Rogers, a Paul Bley Trio, Jimmy Giuffre, Roland Kirk és George Russell. Csak az ECM Records ötvenegy CD-t sorol fel, amelyeken szerepel. A '70-es évek vége óta trióban játszott Keith Jarrettel és Jack DeJohnette-tel.
Peacock eredetileg zongorista volt, és az amerikai hadsereg zenekarában játszott Németországban. 1956-ban nagybőgőre váltott, és Hans Kollerrel, Albert Mangelsdorffal, Zoller Attila-val, Tony Scottal és Bud Shankkal dolgozott.
1958-ban Los Angelesbe ment, ahol többek között Barney Kessel, Don Ellis, Terry Gibbs, Shorty Rogers és Paul Bley zenésztársa volt. 1962-ben New Yorkba költözött, ahol Bill Evansszel, a Paul Bley Trióval, Jimmy Giuffre-ral, Roland Kirkkel és George Russellel játszott. 1964-ben kezdett együtt dolgozni Albert Aylerrel. Fellépett Roswell Ruddal és Steve Lacyvel is.
1969 és 1972 között Japánban élt, majd a Washingtoni Egyetemen biológiát tanult. 1976 és 1983 között zeneelméletet tanított a Seattle-i Cornish Művészeti Főiskolán. 1983 és 2014 között Keith Jarrett Standards Triójának tagja volt Jack DeJohnette dobossal. Akkoriban sok más zenészhez hasonlóan Woodstock környékén élt. 2020. szeptember 4-én halt meg otthonában, New York államban.

## Lemezek
- Eastward (1970) with Masabumi Kikuchi, Hiroshi Murakami
- Voices  (1971) with Masabumi Kikuchi, Hiroshi Murakami, Masahiko Togashi
- Tales of Another (1977) with Keith Jarrett, Jack DeJohnette
- December Poems (1978) with Jan Garbarek
- Shift in the Wind (1980) with Art Lande, Eliot Zigmund
- Voice from the Past – Paradigm (1982) with Tomasz Stanko, Jan Garbarek, Jack DeJohnette – recorded in 1981
- Guamba (1987) with Palle Mikkelborg, Jan Garbarek, Peter Erskine
- Oracle (1993) with Ralph Towner
- Just So Happens (1994) with Bill Frisell
- A Closer View (1998) with Ralph Towner – recorded in 1995
- Now This (2015) with Marc Copland, Joey Baron
- Tangents (2017) with Marc Copland, Joey Baron

Keith Jarrettel
- Standards, Vol. 1 (1983)
- Standards, Vol. 2 (1983)
- Changes (1984) – recorded in 1983
- Standards Live (1986) – recorded in 1985
- Still Live (1989) – recorded in 1986
- Changeless (1989) – recorded in 1987
- Tribute (1990) – recorded in 1989
- The Cure (1991) – recorded in 1990
- Bye Bye Blackbird (1993) – recorded in 1991
- At the Deer Head Inn (1994) – recorded in 1992
- Standards in Norway (1995) – recorded in 1989
- Keith Jarrett at the Blue Note (1995) – recorded in 1994
- Tokyo '96 (1998) – recorded in 1996
- Whisper Not (2000) – recorded in 1999
- Inside Out (2001) – recorded in 2000
- Always Let Me Go (2002) – recorded in 2001
- Up for It (2003) – recorded in 2002
- The Out-of-Towners (2004) – recorded in 2001
- My Foolish Heart (2007) – recorded in 2001
- Yesterdays (2009) – recorded in 2001
- Somewhere (2013) – recorded in 2009
- After the Fall (2018) – recorded in 1998
- Old Country (Live at the Deer Head Inn) (2024) - recorded in 1992